# Šmidingerova knihovna Strakonice
Šmidingerova knihovna je univerzální veřejnou knihovnou. Jedná se o příspěvkovou organizaci, kterou zřizuje město Strakonice. Poskytuje knihovnické, bibliografické a informační služby a zároveň je jednou z největších kulturních a vzdělávacích institucí ve městě. Hlavní budova sídlí v areálu strakonického hradu na adrese Zámek 1. Součástí knihovny jsou tři pobočky - pobočka Za Parkem v Husově ulici 380 (bývalý sirotčinec), pobočka Modlešovice a pobočka Nový Dražejov. Knihovna vykonává regionální funkce pro celý region Strakonice, obsluhuje 82 profesionálních a neprofesioálních knihoven. Je členem profesní organizace SKIP.

## Historie
- 1843 - Kněz, páter Josef Schmidinger (1801–1852), věnoval městu Strakonice soubor knih určený k veřejnému půjčování[1]. Množství bohužel není známo. Šmidingerova knihovna patří mezi nejstarší knihovny v České republice.
- 1852 - Časopis Blahověst zveřejnil opis závěti pátera Schmidingera, ve které mimo jiné píše: "Na Strakonickou českou knihovnu pode jménem Jos. Šmidingera věnuji 1000 zl. v stř. žádaje, aby ji spravovalo 6 měšťanů a to se rozumí, moudrých, hodných, poctivých."[2] Jeho příbuzní se snažili závěť prohlásit neplatnou, proto naplnění došla až za 8 let. Knihovnu pak spravovala Knihovní rada, složená z vážených a zasloužilých občanů. Rada dohlížela na provoz, jmenovala a odvolávala knihovníky. Z této doby se dochovaly pouze občasné zmínky v zápisech městské rady.[2]
- 1880 - Knihovna přesídlila do Besedy na Velkém náměstí (Besedy - čtenářské dobrovolné společnosti).[1]
- 1896 - Nové stěhování do Sokolovny, tehdy nazývané Spolkovým domem.[2]
- 20. léta 20. století - Od této doby jsou pořizovány pravidelné písemné záznamy. Z nich známe jména knihovníků a jejich profese. Knihovníci měli svá zaměstnání a v knihovně pracovali jako dobrovolníci. Odměna byla minimální - první zmínka pochází z roku 1909, kdy odměna činila 20 korun za rok[2]. Půjčovní doba byla ve středu a v sobotu od 13 do 16 hodin, od září do června, jak nám dokládá dochovaná Knížka ku vypůjčování knih z roku 1915[1]. Knihovna v této době nese jméno Městská knihovna Šmidingerovská (začalo se používat počeštělé jméno).[1]
- 1919 - Vešel v platnost 1. knihovnický zákon, který ukládal obcím povinnost zřizovat veřejné knihovny a čítárny a přispívat na jejich činnost 50 haléři na osobu[1]. V roce 1929 pak zákon doplnilo vládní usnesení, které ukládá obcím povinnost nést náklady na 1 knihovníka a 2 pomocné síly, tudíž odměna pro knihovníky se postupně zvyšovala, v roce 1920 například na 600 korun za rok, v roce 1940 2 400 korun[1].
- 1927 - S podporou Ministerstva školství a osvěty a Masarykova lidovovýchovného ústavu v Praze vzniká Riegrova knihovna okresního osvětového sboru. Jejím úkolem bylo zajišťovat půjčování knih do menších obcí ve strakonickém okrese. V roce 1931 také uspořádala 1. kurz pro knihovníky.[1]
- 1931 - Knihovna se stěhuje do obecné školy na Velké náměstí.[2]
- 1938 - Zpracovány seznamy knižního fondu.[2]
- 1946 - Přestěhování do hotelu Nový svět.[2]
- 1949 - Poslední stěhováni - do areálu strakonického hradu.[1]
- 1950 - Dochází ke sloučení s Riegrovou knihovnou okresního osvětového sboru a změně názvu na Okresní lidová knihovna. Zároveň vzniká samostatné dětské oddělení.[2]
- 1951 - Založeno hudební oddělení.
- 1962 - Založeno metodické oddělení.
- 1981 - Založeno regionální oddělení.
- 1990 - Založena pobočka Mír.[2]
- 1993 - Knihovna se vrací k původnímu jménu Šmidingerova.[3]
- 1995 - Přechod na automatizovaný knihovní systém Lanius.[2]
- 1997 - Otevřeno oddělení pro nevidomé a slabozraké. Zpřístupněn veřejný internet.[4]
- 1998 - Otevření Informačního centra pro neziskové organizace.[4]
- 2003 - Otevřeny nové prostory v Husově ulici, kam se přestěhovala pobočka Mír a Informační oddělení pro neziskové organizace a Evropskou unii. Zřizovatelem se stává město Strakonice. Přechod na modernější knihovní systém Clavius.[2]
- 2005 - Informační centrum neziskových organizací a Evropské unie rozšířeno o Ekoporadnu.[2]
- 2007 - Celková rekonstrukce hradu a knihovny.
- 2015 - Otevření nově zrekonstruovaného oddělení pro děti a společenského sálu.

## Knihovní fond
Knihovna využívá automatizovaný knihovnický systém Clavius, čtenáři mají k dispozici on-line katalog a katalog Carmen. K 31.12.2018 tvořilo fond knihovny 138 680 knihovních jednotek - knih, časopisů, audioknih, novin, DVD, CD, stolních her, e-knih, čteček elektronických knih a gramodesek.

## Oddělení a služby

### Oddělení pro dospělé
- největší oddělení knihovny
- zahrnuje fond beletrie, naučné literatury, regionální fond a studovnu
- zajišťuje tyto služby: výpůjční, bibliograficko-informační, meziknihovní výpůjční služby, kopírování, tisk, veřejný internet (k dispozici je 6 počítačů), wi-fi připojení
- zajišťuje rozvoz knih imobilním občanům

### Oddělení pro děti
- určeno pro děti a mládež do 15 let
- zajišťuje tyto služby: výpůjční, informační, veřejný internet, tisk
- dvakrát za rok vydává časopis Kamarád, který obsahuje články, soutěže, kvízy pro děti
- spolupracuje s mateřskými a základními školami ve městě

### Čítárna
- zajišťuje tyto služby: výpůjční, veřejný internet, kopírování
- nabízí sedm titulů denního tisku, 108 titulů periodik

### Zvuková knihovna
- sídlí v prostoru čítárny
- knihovna je krajskou pobočkou Knihovny a tiskárny pro nevidomé K. E. Macana v Praze
- její služby využívají čtenáři z celého Jihočeského kraje, výpůjčky jsou zasílány i poštou
- fond obsahuje 9 900 titulů - kazety, CD
- spolupracuje se strakonickou pobočkou SONS (Sjednocená organizace nevidomých a slabozrakých)

### Hudební oddělení
- fond zahrnuje gramodesky, CD, DVD

### Pobočka Za Parkem
- zajišťuje tyto služby: výpůjční služby pro děti i dospělé, veřejný internet, tisk
- spolupracuje se školami v blízkém okolí
- pořádá rozmanité akce - přednášky, výlety, tvořivé podvečery
- organizuje přírodovědný spolek pro rodiny s dětmi Ledňáčci

### Ekoporadna a informační centrum neziskových organizací
- zabývá se poradenstvím v oblasti ekologie a v oblasti neziskových organizací
- pořádá akce s tematikou ochrany životního prostředí
- spolupracuje se Základní organizací ČSOP ve Strakonicích
- vydává elektronický měsíčník Kompost

### Oddělení Základních knihovnických informací (metodické)
- obsluhuje knihovny v regionu Strakonicko, 10 profesionálních knihoven se dvěma pobočkami a 67 místních (obecních) knihoven se dvěma pobočkami[5]
- zajišťuje výměnné soubory knih a potřebné informace pro činnost knihoven
- provoz oddělení je financován prostřednictvím dotace Jihočeského kraje

## Projekty
Projekty, do kterých je knihovna zapojena:
- Březen měsíc čtenářů
- Týden knihoven
- Noc s Andersenem
- Noc literatury
- Knížka pro prvňáčka
- Kniha do vlaku
- Bookstart aneb S knížkou do života
- Mini.knihovna .cz
- Ptejte se knihovny
- Spisovatelé do knihoven

## Akce
Knihovna každoročně pořádá přes 200 kulturních a vzdělávacích akcí - výstavy, přednášky, výlety, farmářské trhy, počítačová školení, fotografický kurz, besedy, lekce pro školy, čtení pro seniory, kurzy zdravého vaření.

## Fotogalerie

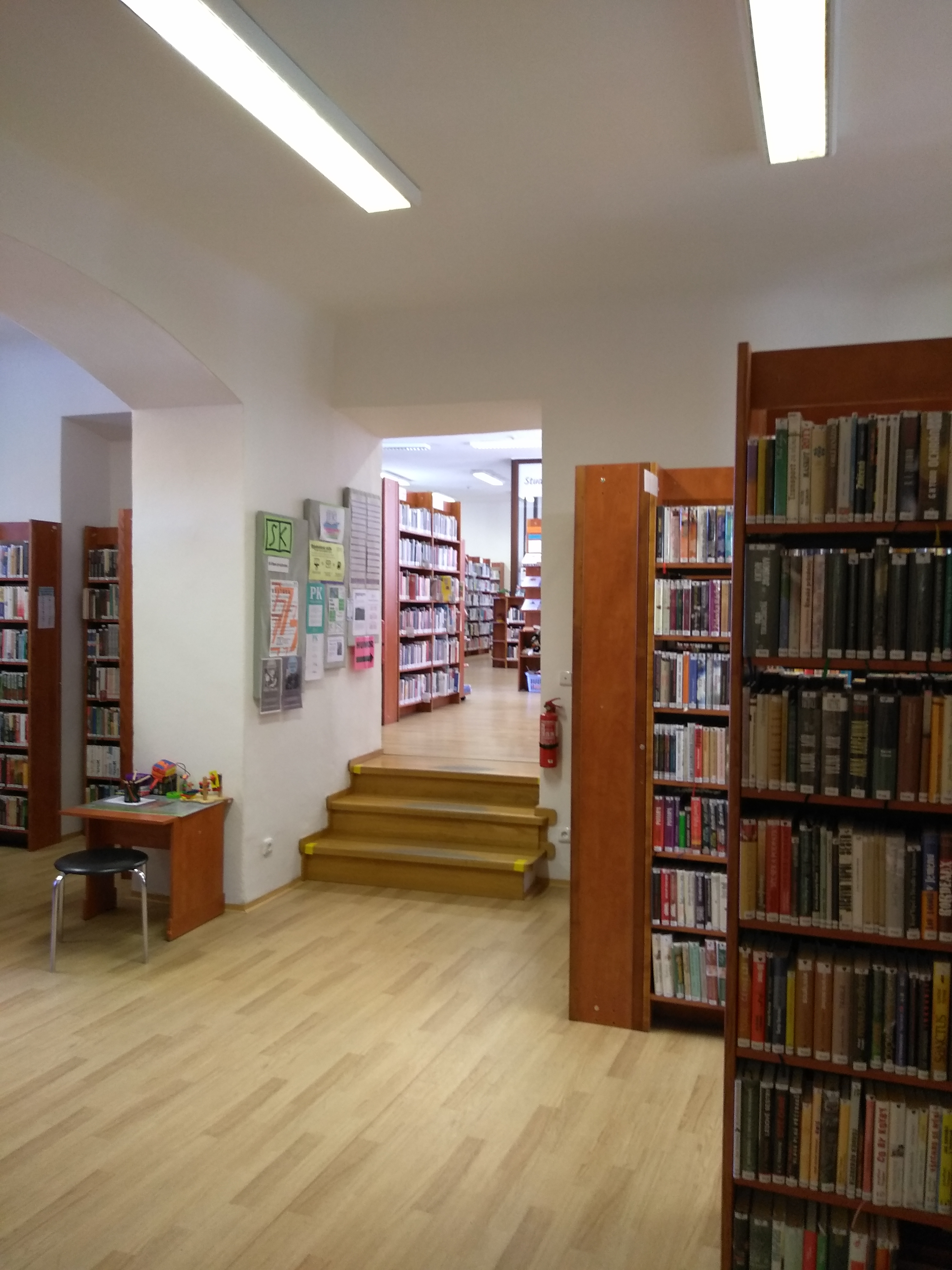
Oddělení pro dospělé - beletrie a naučná literatura
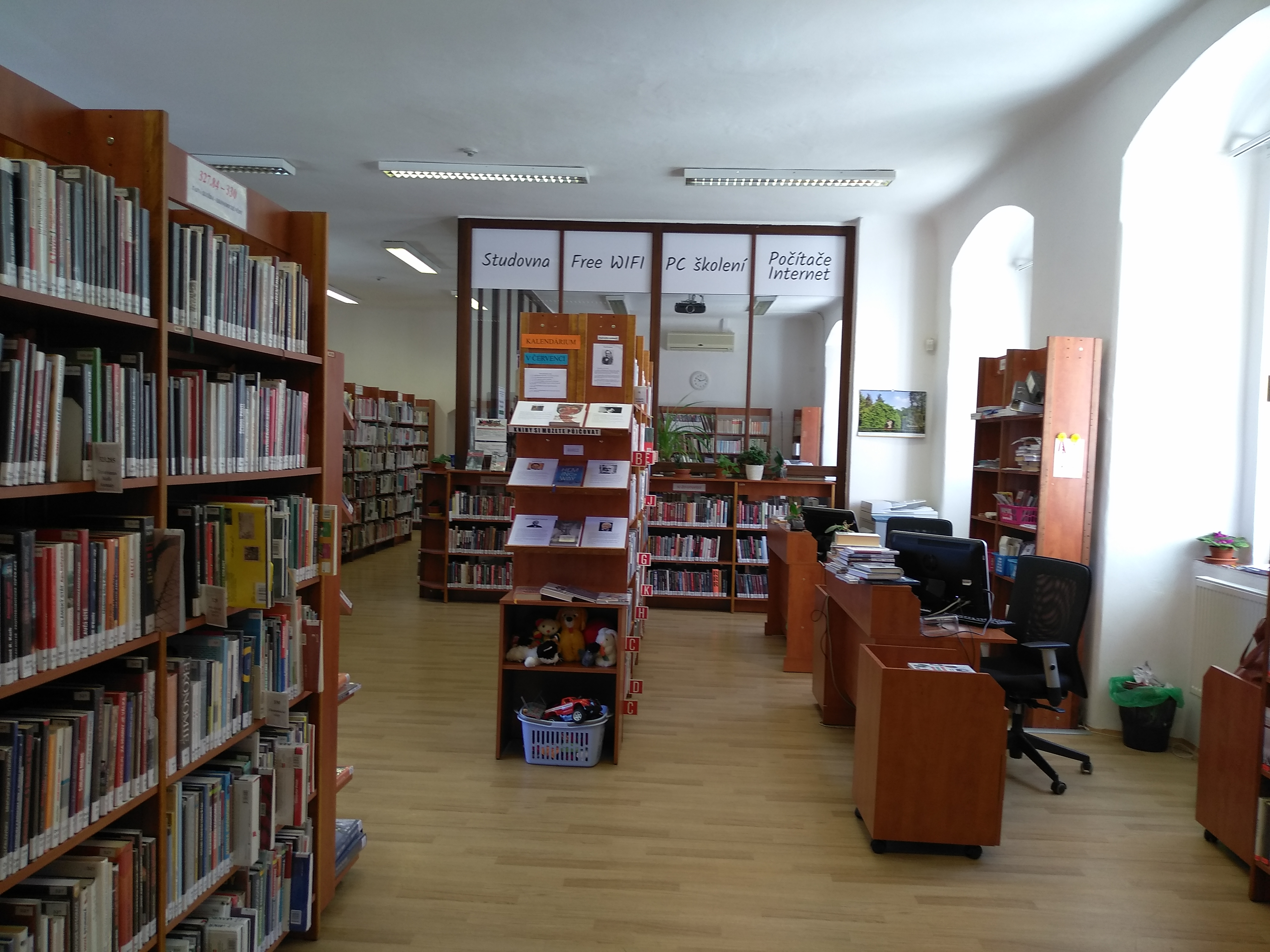
Naučná literatura v oddělení pro dospělé
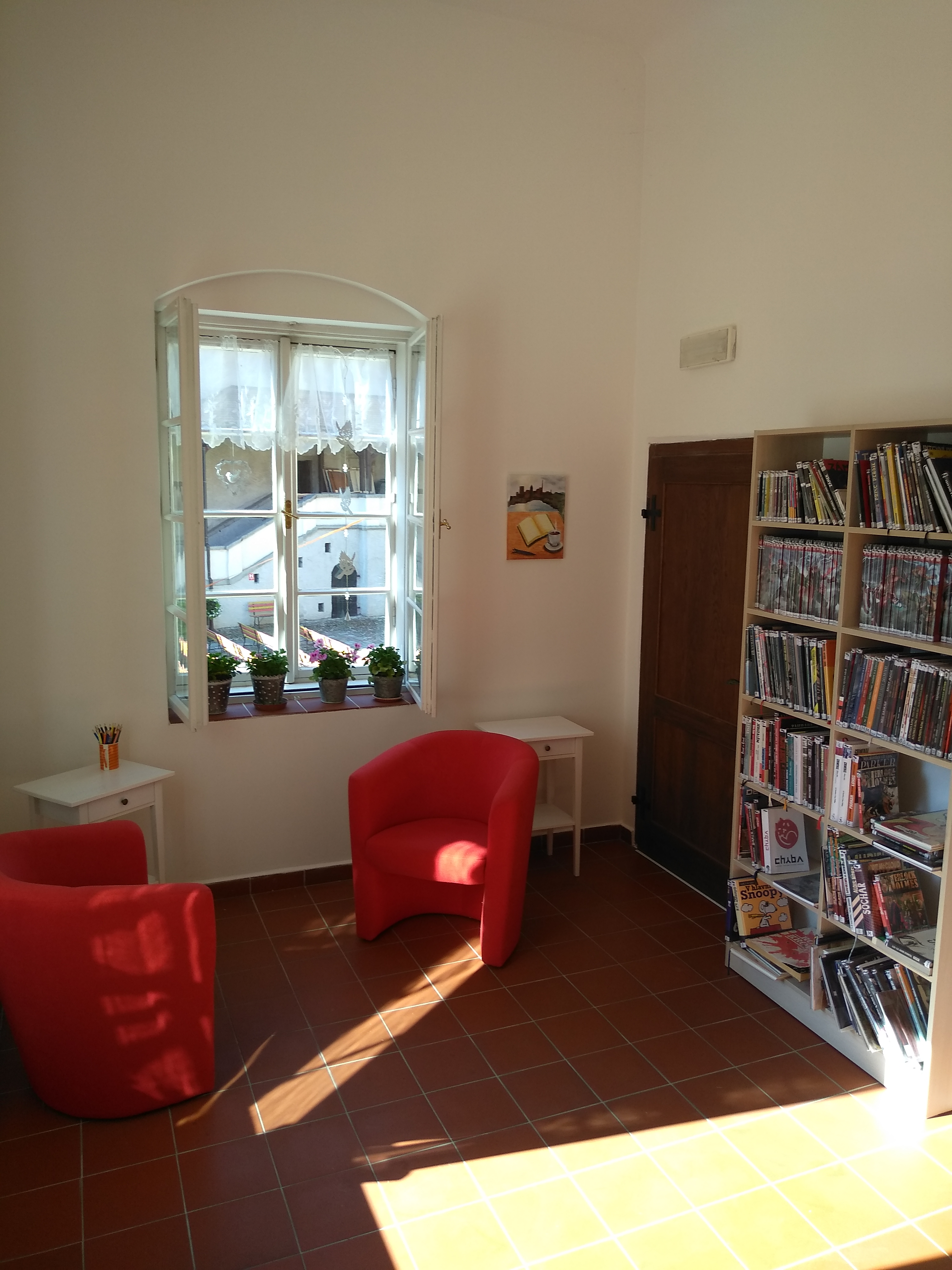
Lenoška
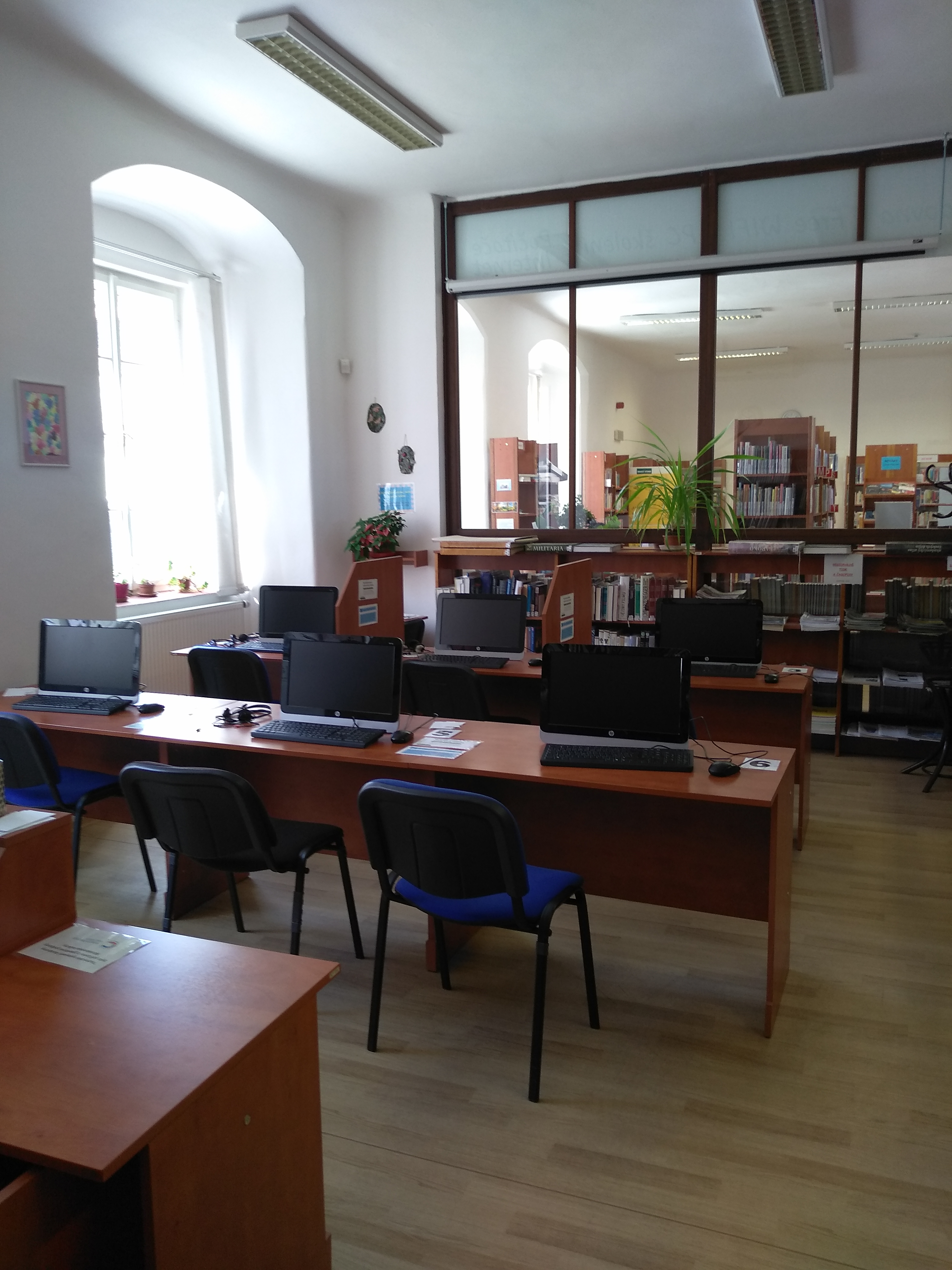
Studovna
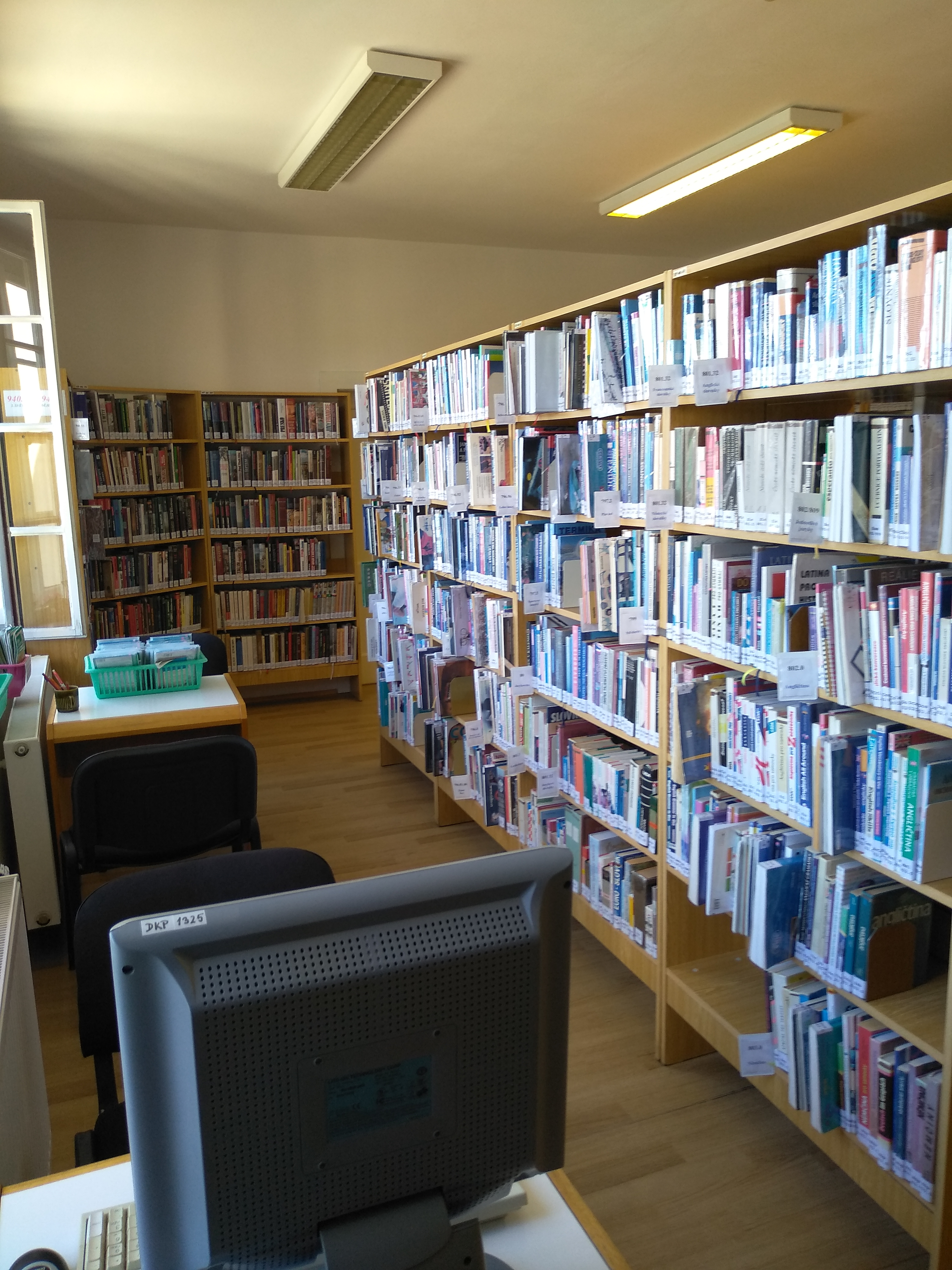
Regionální oddělení
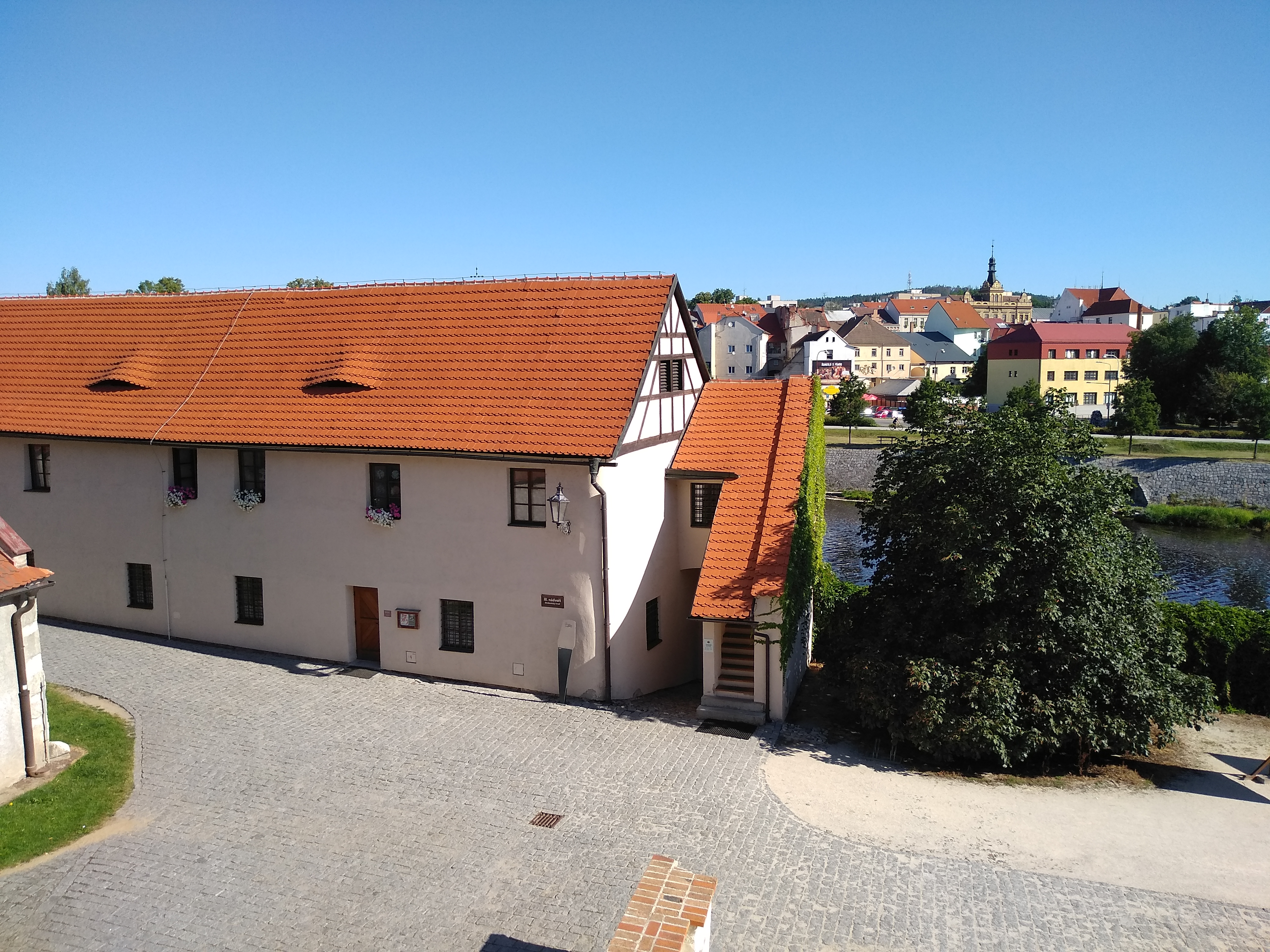
Dětské oddělení
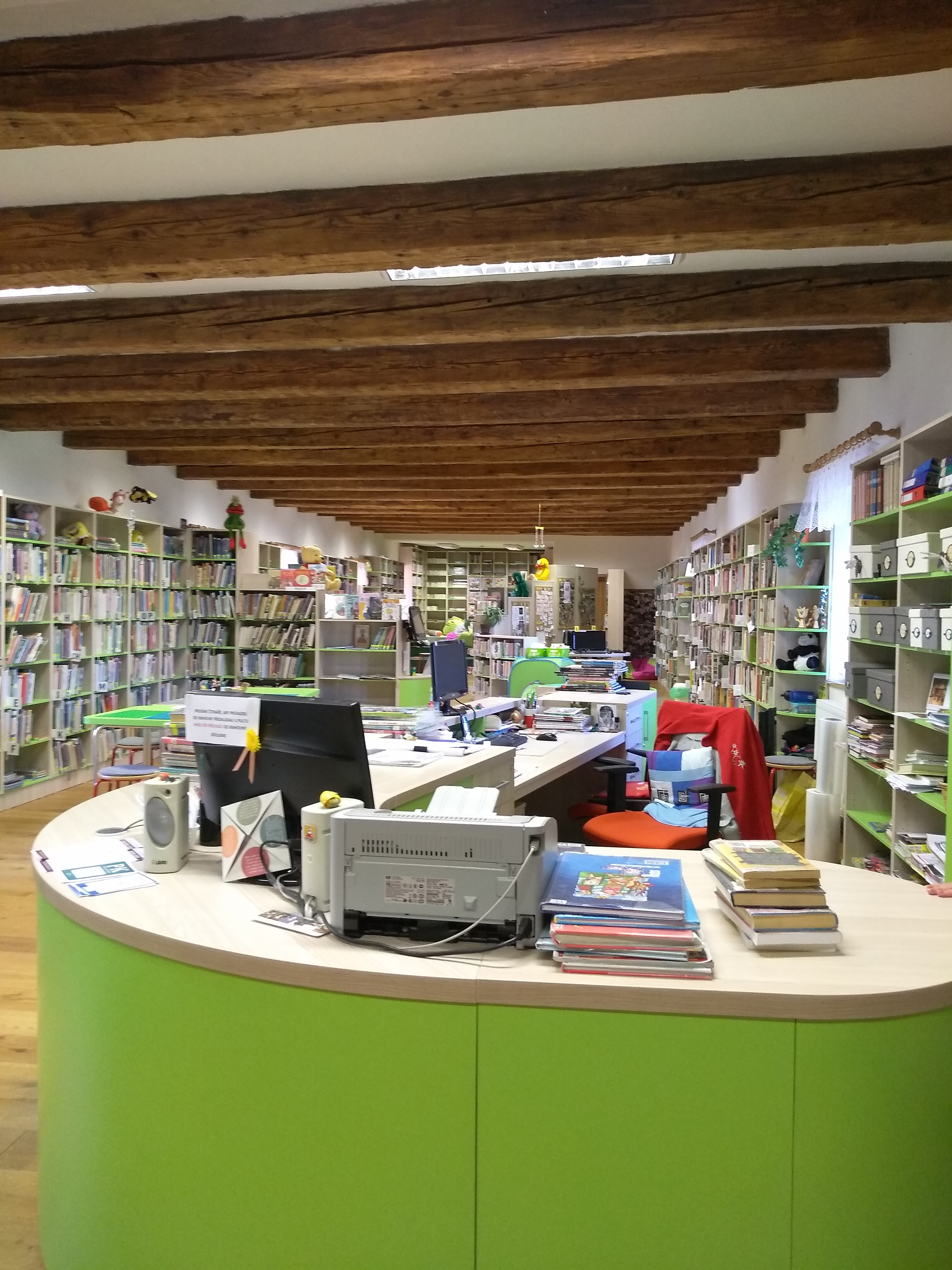
Dětské oddělení
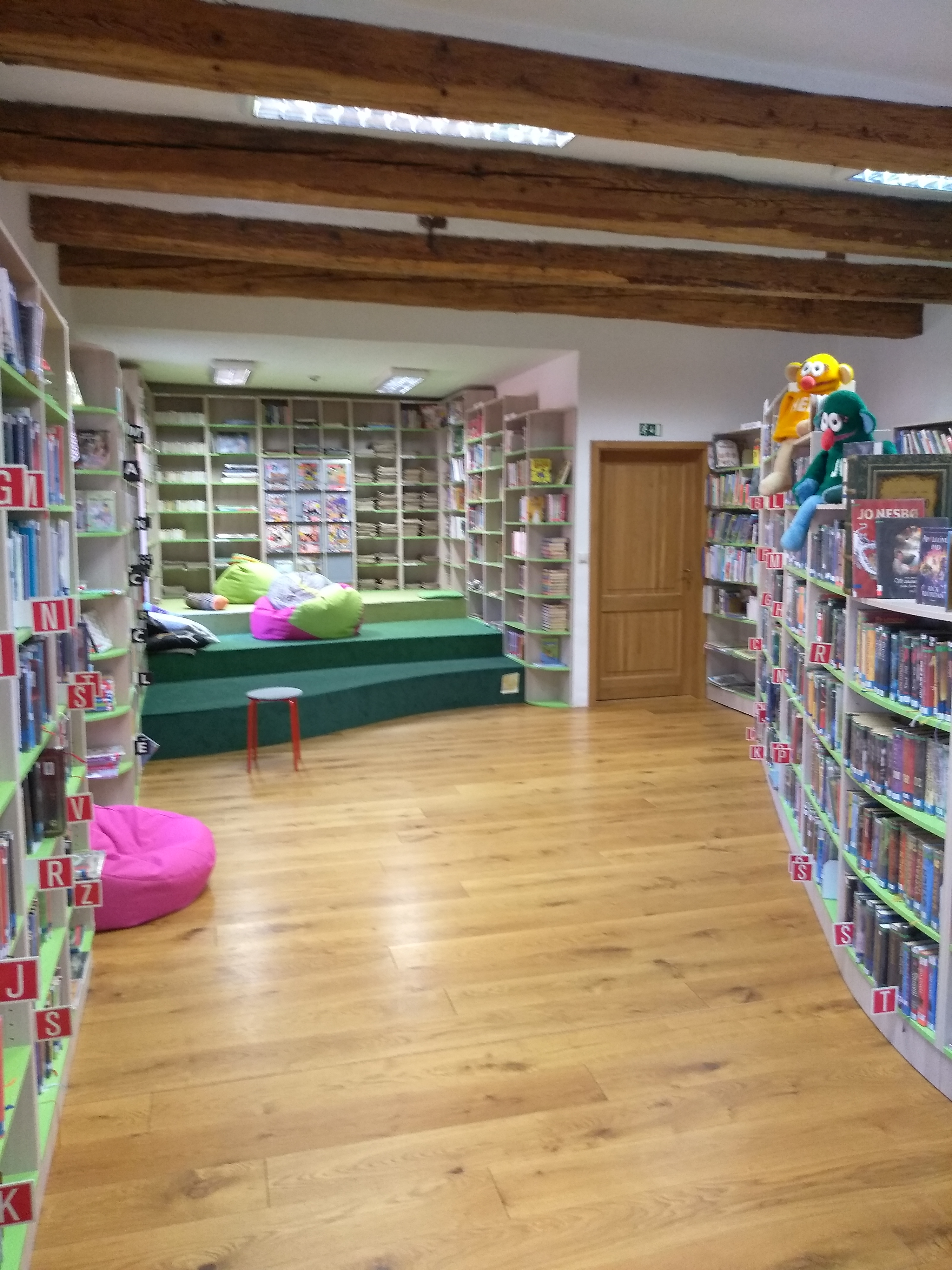
Dětské oddělení
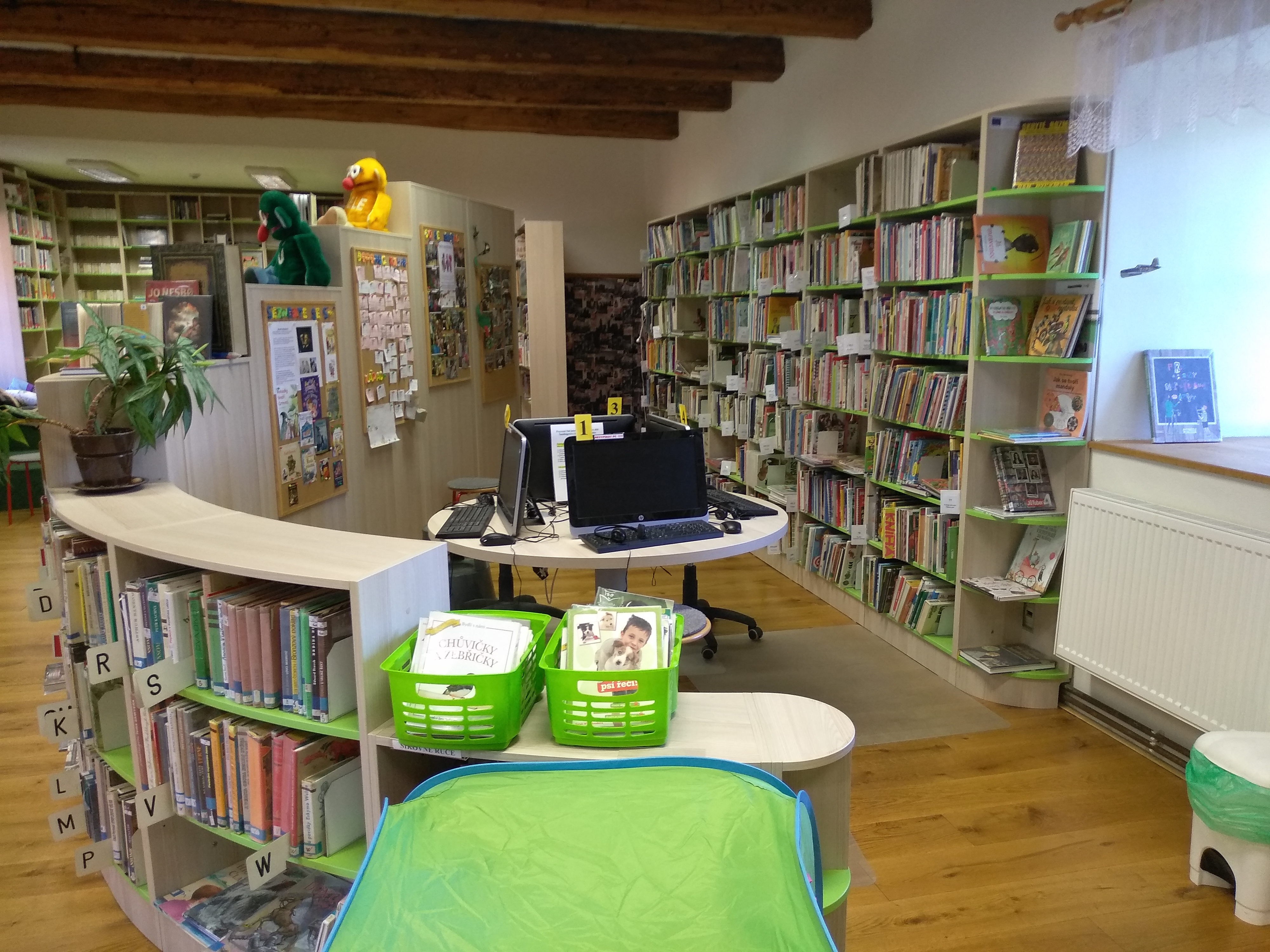
Počítače v dětském oddělení
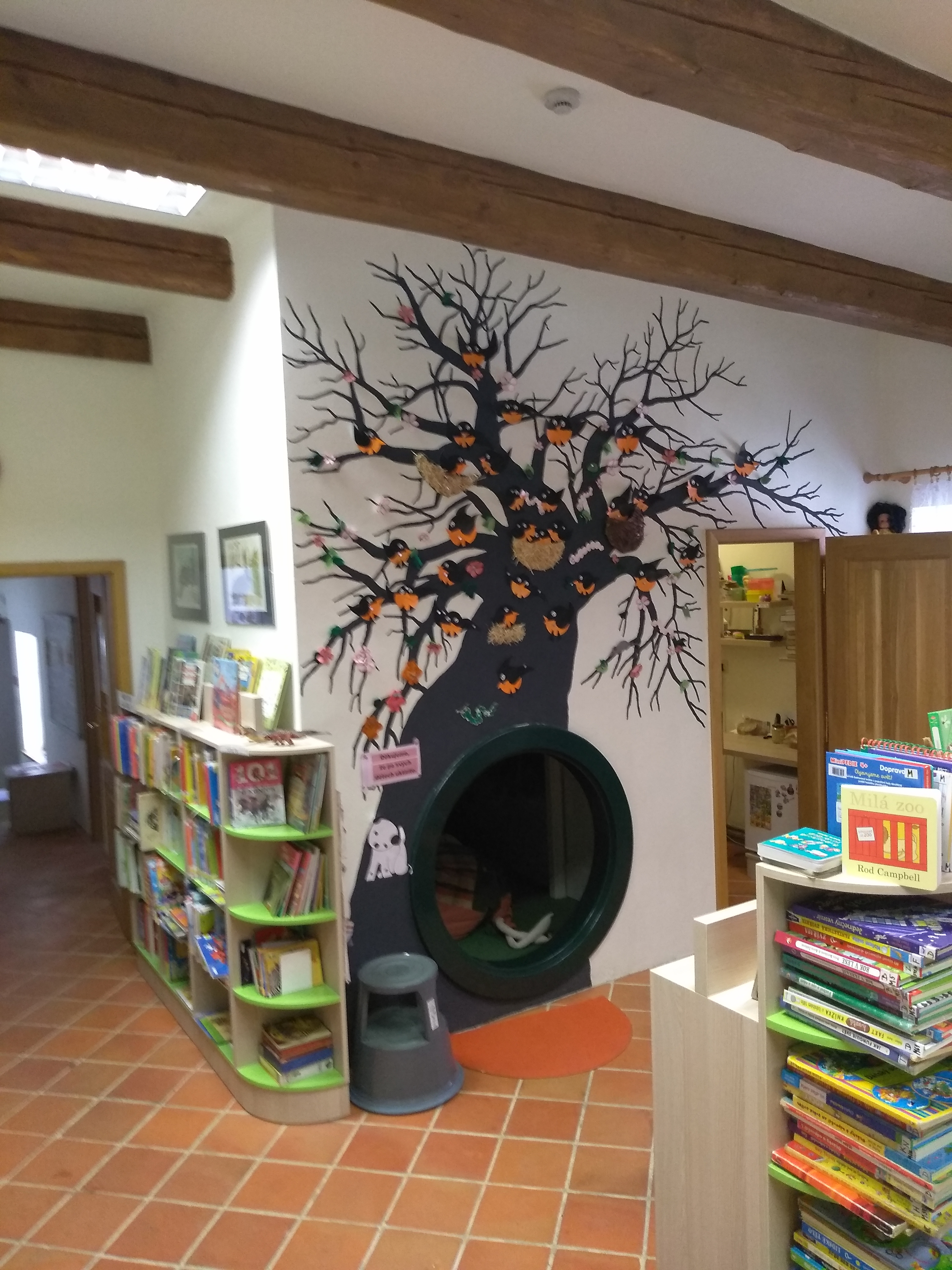
Dětské oddělení

<